# Poecilimon xenocercus
Poecilimon xenocercus är en insektsart som beskrevs av Karabag 1956. Poecilimon xenocercus ingår i släktet Poecilimon och familjen vårtbitare. Inga underarter finns listade i Catalogue of Life.